# 文同

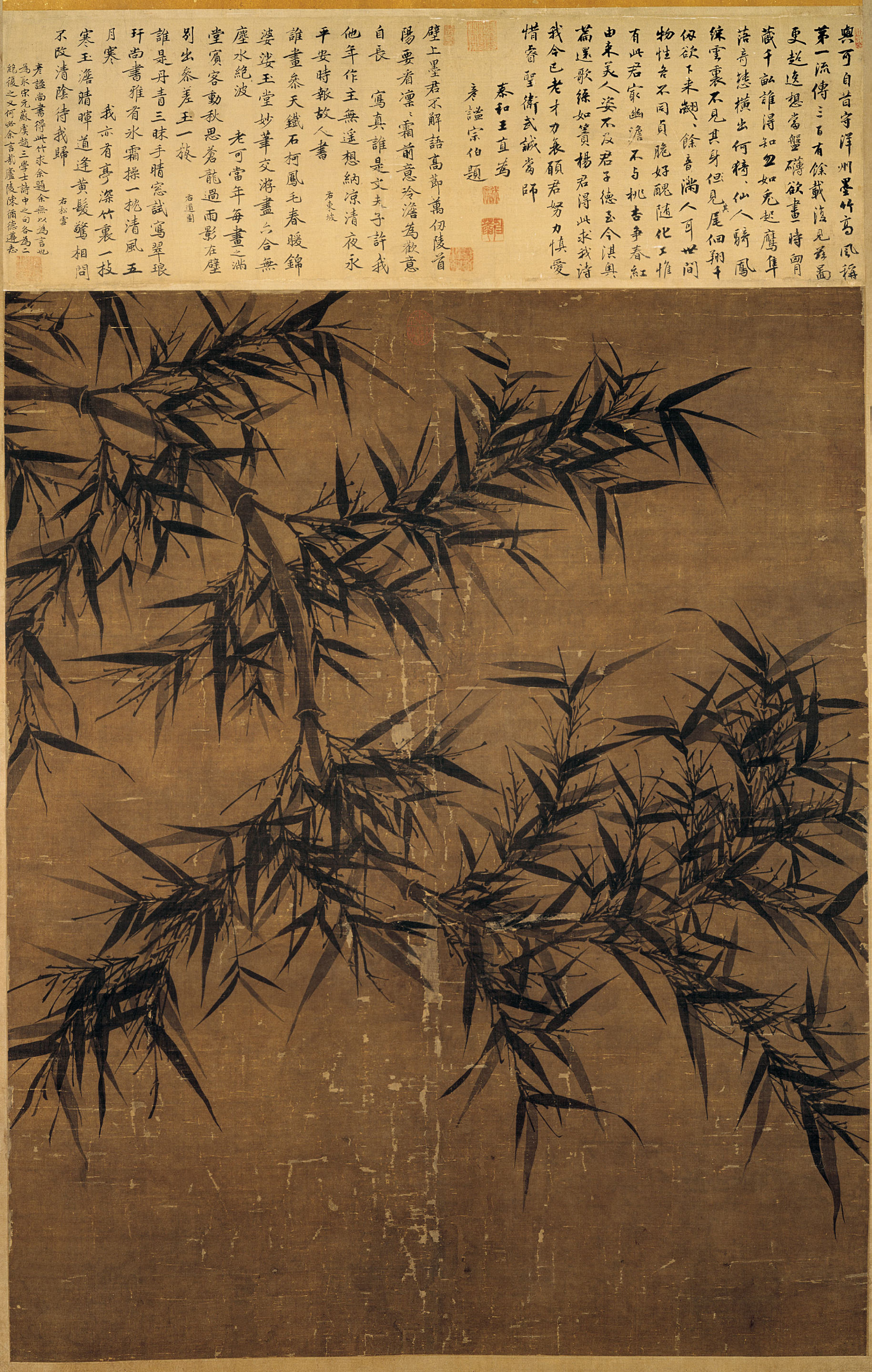
墨竹図（文同作、国立故宮博物院蔵）

文 同（ぶん どう、拼音：Wén Tóng、天禧2年（1018年）- 元豊2年（1079年））は、北宋の文人画家。字は与可。号は笑笑先生・錦江道人。子は文朝光・文葆光・文垂光・文務光（蘇轍の娘婿）。

## 人物
梓州永泰県の出身。湖州刺史という地位にあったので「文湖州」と呼ばれる。もっぱら墨竹画を描いた。また詩文をよくし、政治家としても活動した。皇祐元年（1049年）に進士となり、地方官等を歴任する。絵画としては同時代に活躍した蘇軾と親交があり、彼と共に墨竹画の流派である「湖州竹派」の祖として知られる。元豊2年（1079年）、陳州にて死去。

## 作品
- 絵画
  - 墨竹図（国立故宮博物院蔵）
  - 倒垂竹図（中国国家博物館蔵）
  - 墨竹図（広州芸術博物院蔵）
  - 墨竹図（上海博物館蔵）
- 詩文
  - 『丹淵集』